# Naldanga
Naldanga (en bengali : সিংড়া) est une upazila du Bangladesh située dans le district de Natore.